# Alan Bern

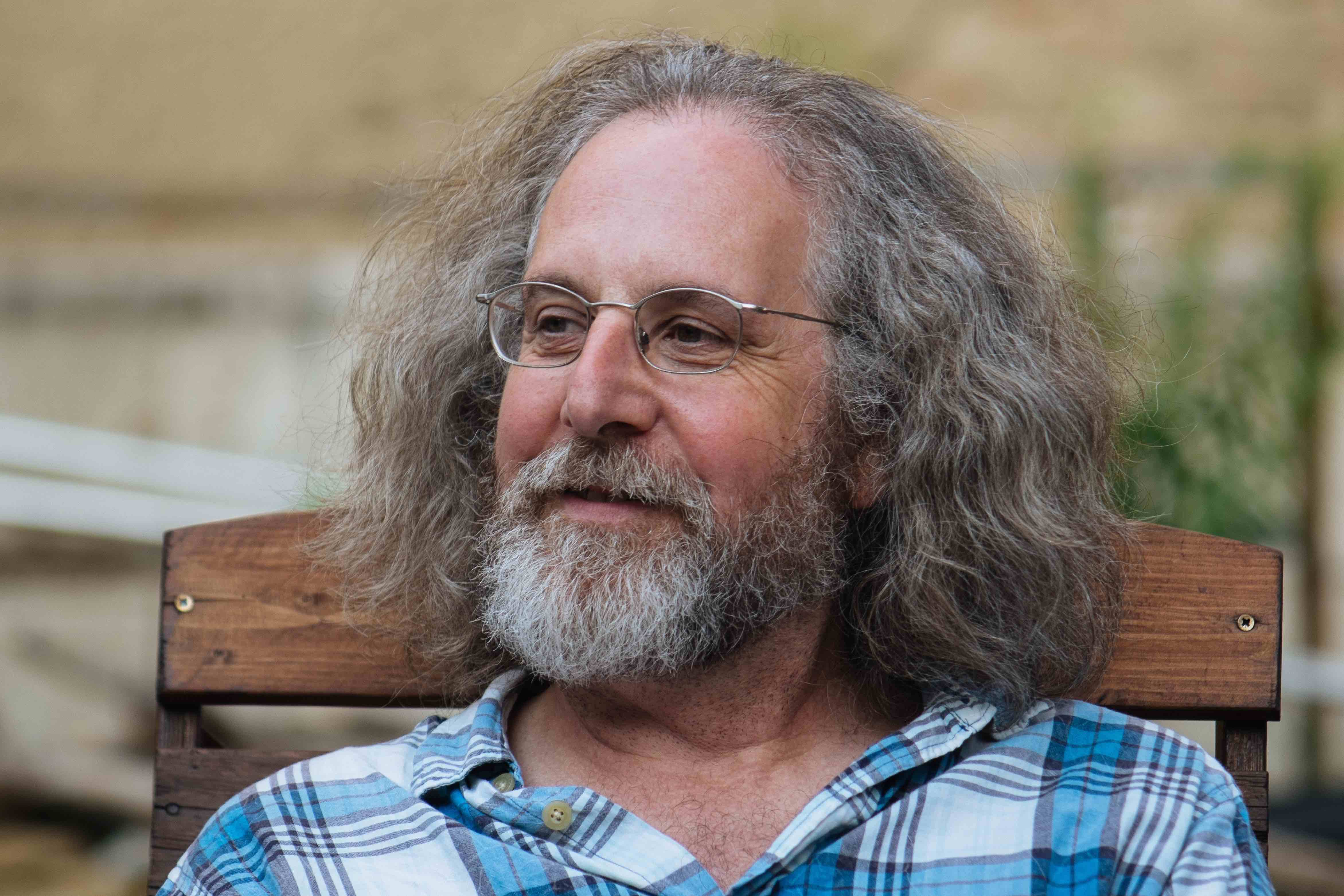
Alan Bern

Alan Bern (geb. 1955 in Bloomington, Indiana) ist US-amerikanischer Komponist, Pianist, Akkordeonist, Musikpädagoge, Kultur- und Bildungsaktivist mit Sitz in Berlin seit 1987. Er ist Gründer und Künstlerischer Leiter des Yiddish Summer Weimar und der Other Music Academy (OMA). Seine Beiträge zur Erforschung, Verbreitung und kreativen Erneuerung der jüdischen Musik, u. a. durch Brave Old World, The Other Europeans und The Semer Ensemble, sind international anerkannt. Er ist Begründer von Present-Time Composition, einer musikalischen und pädagogischen Methode, die unter Einbeziehung kognitionswissenschaftlicher Erkenntnisse Verfahren der Improvisation und der Komposition zusammenführt.

## Ausbildung
Bern erhielt einen B.A. cum laude in Religionswissenschaft von der Indiana University (1976), einen M.A. in Philosophie unter Daniel Dennett von der Tufts University (1983) und einen D.M.A. in Musik-Komposition unter Joel Hoffmann vom College-Conservatory of Music, University of Cincinnati (2006).
Neben seiner formalen Ausbildung studierte Bern klassisches Klavier unter Sidney Foster, Paul Badura-Skoda und Leonard Shure und Kammermusik unter Josef Gingold und György Sebök. Er studierte Jazz unter David Baker an der Indiana University und Improvisation mit Ran Blake am New England Conservatory. Am Creative Music Studio in Woodstock, NY, studierte er zeitgenössische Musik unter John Cage, Frederic Rzewski, Anthony Braxton, dem Art Ensemble of Chicago, Carla Bley und Karl Berger u. a. m.

## Musik-Projekte
Als Musiker und Band-Leader ist Bern besonders als Mitbegründer von Brave Old World, Gründer von Diaspora Redux, The Other Europeans und The Semer Ensemble bekannt geworden. Er spielte außerdem mit der Klezmer Conservatory Band, Andy Statman, dem Bern, Brody & Rodach Trio, Guy Klucevsek, dem Accordion Tribe, den Klezmatics, Itzhak Perlman, AlpenKlezmer, den Voices of Ashkenaz u. v. a. m.
Zwischen 2016 und 2017 komponierte Alan Bern einen auf Kindergedichte von Kadya Molodovksy basierenden Liederzyklus. Dieser war Kernstück des bilateralen Austauschprojekts „Kadya Choir“ zwischen Mädchen und jungen Frauen aus Weimar (Schola Cantorum Weimar) sowie Tel Aviv-Jaffa (Voices of Peace Choir). Das Projekt wurde im Dokumentarfilm “The Young Kadyas” porträtiert und erstmals 2022 in deutschen Kinos und auf internationalen Filmfestivals gezeigt.

## Projekte in Weimar
Seit 1999 fokussieren sich Berns Aktivitäten zunehmend auf Weimar, Thüringen. Er ist u. a. Künstlerischer Leiter des Yiddish Summer Weimar, der Other Music Academy (OMA), des OMA Improvisation Project, des OMA Middle Eastern Music & Cultures Project und von Weimar klingt! Bern ist Vorsitzender des Other Music Academy e. V., der als gemeinnütziger Verein Träger dieser Projekte ist. Er erhielt 2016 den Weimar-Preis zur Anerkennung seines langjährigen Beitrags zum geistig-kulturellen Ansehen der Stadt Weimar.

### Yiddish Summer Weimar
Bern ist Gründer und Künstlerischer Leiter des Yiddish Summer Weimar, einem jährlich stattfindenden fünfwöchigen Sommerinstitut und Kultur-Festival in Weimar. YSW ist weltweit derzeit das längste und intensivste Programm zur Erforschung, Verbreitung und kreativen Erneuerung der jiddischen Kultur. YSW zieht jedes Jahr Studenten, Künstler, Pädagogen und Publikum aus mehr als 20 Ländern an und bindet sie in Workshops, Konzerten, Vorträgen und Symposien, Neuer Musik, Tanz, Theater-Projekten und Jam-Sessions ein.
Berns künstlerische Ausrichtung legt gleichen Wert auf Inhaltliches wie auf pädagogische Ansätze. YSW erforscht die jiddische Kultur als einen fortwährenden, grundlegend interkulturellen Prozess als Teil einer komplexen Matrix europäischer und nicht-europäischer Kulturen. YSWs pädagogischer Ansatz betont experimentelles Lernen, verkörpertes Wissen, Diversität und soziale Interaktion sowie das komplementäre Verhältnis zwischen künstlerischer, wissenschaftlicher und sozialer Kreativität. Berns Vision des YSW als eine nicht-autoritäre, internationale und diversitäre Lerngemeinschaft wurde stark beeinflusst durch die Prinzipien von Ted Sizer und der Coalition of Essential Schools.
Yiddish Summer Weimar erhielt unter anderem Preise und Unterstützung durch die Europäische Union, den Europarat, den Deutschen Musikrat und die Kulturstiftung des Bundes.

### Other Music Academy e. V.
Bern ist Gründungsmitglied und Vorsitzender des Other Music Academy e. V., einem gemeinnützigen Verein mit Sitz in Weimar mit über hundert Mitgliedern weltweit. 2006 ursprünglich gegründet, um den Yiddish Summer Weimar durchzuführen, wurde seine Mission auf die Other Music Academy und alle ihrer Projekte ausgeweitet.

### Other Music Academy („OMA“)
Der Other Music Academy e. V. erhielt 2009 von der Stadt Weimar einen 33-Jahre währenden Erbbaurechtsvertrag für ein leerstehendes Schulgebäude in der Ernst-Kohl-Straße 23 als Sitz und Durchführungsort der Projekte und Aktivitäten des Vereins. Bern entwickelte als Nutzungskonzept für das Gebäude die Vision einer neuen Art Institution, die sich der Inklusion und dem Empowerment eines weiten Kreises sehr unterschiedlicher sozialer Gruppen durch kooperative Teilnahme an transdisziplinären Projekten verschreibt. OMA-Projekte verbinden künstlerische, wissenschaftliche und soziale bzw. politische Praktiken und haben zum höchsten Ziel stets das Empowerment ihrer Teilnehmenden.
Die OMA ist zudem das Zuhause für alle laufenden Projekte des Other Music Academy e. V., darunter Yiddish Summer Weimar, das OMA Improvisation Project, das OpenCafé, das Middle Eastern Music and Cultures Project u. a. m.
Das OMA-Gebäude durchläuft seine Instandsetzung parallel zur Entwicklung der Organisationsstrukturen der OMA als Akademie. Derzeit umfasst der physische Ort der OMA Künstler-Ateliers, Workshopräume, ein Café und einen kleinen Konzertraum. Die OMA Organisationsstruktur läuft auf drei miteinander verwobene Bereiche hinaus:
1. ein Creation Tank, in dem Projekte entwickelt und gemanagt werden,
2. ein Curriculum aus Lernzielen und -aufgaben, die direkt aus den Projekten entspringen und
3. ein Soziokulturelles Zentrum, das OMAcafé einbegriffen, das den Austausch zwischen allen Projektteilnehmenden befördert. Ein 300 m² großer Raum wird derzeit als Workshop- und Performance-Raum entwickelt.

Die OMA erhielt Anerkennung und Unterstützung unter anderem durch die Kulturstiftung des Bundes, die Stadt Weimar und die Thüringer Staatskanzlei.

## Present-Time Composition
Bern ist der Begründer von Present-Time Composition, einer musikalischen und pädagogischen Methode, die unter Einbeziehung kognitionswissenschaftlicher Erkenntnisse Verfahren der Improvisation und der Komposition zusammenführt. Er unterrichtete PTC an der University of Cincinnati, der Hochschule für Musik Franz Liszt (Weimar), für Geiger der Pittsburgh Symphony und des Lyon Symphonie Orchesters, an der Universität Arnhem, dem Royal Conservatory Antwerpen, der University of Virginia, dem Joseph-Haydn-Konservatorium (Eisenstadt), am Exploratorium Berlin, durch die International Yehudi Menuhin Foundation, im Kontext der Winter Edition (Weimar) und dem OMA Improvisation Project, u. v. a. m.
Das grundlegende Prinzip von PTC ist, dass hochkomplexe musikalische Entscheidungen, die für gewöhnlich im Bereich der Komposition erwartet werden, in Echtzeit und in Kommunikation mit einer Gruppe improvisiert werden können. Es können so kollektiv improvisierte Kompositionen geschaffen werden, die ästhetisch vergleichbar sind mit der traditionellerweise von einer Einzelperson komponierten Musik. Dies bedarf extensiven Trainings mit schrittweisen Übungen, die Musikern beibringen, zunehmend komplexe musikalische Wahrnehmung zu scheinbar simplen und unmittelbaren Impulsen zu reduzieren. Bern befindet sich in der Entwicklung eines Zertifizierungsprogramms für PTC zur Akkreditierung der Bildungsangebote bei nationalen und internationalen Hochschulen.

## Tätigkeiten in Theater und Tanz
Bern ist als Komponist und Musikdirektor für Theater- und Tanzproduktionen tätig. Zwischen 1994 und 1996 war er Musikalischer Leiter des Schauspiels am Theater Bremen, wo er die Musik u. a. für Angels in America, Die Dreigroschenoper und den Sommernachtstraum komponierte und leitete. Als Freischaffender komponierte und leitete er Musik für Theaterproduktionen am Maxim Gorki Theater Berlin, Theater Dortmund, Grillo-Theater Essen, Luzerner Theater, Deutschen Nationaltheater Weimar u. a. m. Er arbeitete mit den Regisseuren Silvia Armbruster, Siegfried Bühr, Christina Friedrich, Andreas Herrmann, Konstanze Lauterbach, Carl-Hermann Risse, Joshua Sobol und Andrej Woron. 1992 schuf er auf Grundlage allein von Musik des Vilnius Ghettos den Score für Joshua Sobols Eigenproduktion von Ghetto in Essen. 2001 leitete er die Musik für die erste Produktion der Dreigroschenoper in jiddischer Übersetzung durch Michael Wex, am Saidye Bronfman Center for the Arts in Montreal in Regie von Bryna Wasserman.
Bern komponiert Musik für zeitgenössischen Tanz, unter anderem für die Eliza Miller Dance Company Produktion von Sideways und Märchen in New York (2002), für die er den Preis des Mary Flagler Carey Trust erhielt.
2019 komponierte und schrieb er zusammen mit dem Schauspieler und Autor Yuri Vedenyapin das Libretto für Di Megile fun Vaymar, ein Musiktheaterstück, in welchem Itzik Mangers Dichtung Megile lider auf Texte von Johann Wolfgang von Goethe und anderen Dichtern trifft. Di Megile fun Vaymar wurde im selben Jahr beim Yiddish Summer Weimar uraufgeführt.
2022 komponierte Bern das Glikl Oratorium (Glikl Oratorio: A HerStory) zu einem viersprachigen Libretto (Altjiddisch, Östliches Jiddisch, Deutsch und Englisch) von Diana Matut. Es basiert auf den Memoiren der Glückl von Hameln. Das Oratorium wurde in Zusammenarbeit mit der Hochschule für Musik Franz Liszt Weimar produziert und mit Musikstudierenden aus ganz Deutschland im März und April 2022 in Weimar, Erfurt und Halle aufgeführt.

## Andere berufliche Aktivitäten
Bern dozierte an der Tufts University, dem New England Conservatory und dem College-Conservatory of Music, University of Cincinnati. Er war Gast-Dozent an der Indiana University, der University of Virginia, Pittsburgh University, der Carnegie Mellon University, der Hochschule für Musik Franz Liszt (Weimar), der School of Oriental and African Studies (University of London), der Universität Arnhem, der Universität Mainz, und am Belvedere Musik Gymnasium (Weimar).
Er war Musik-Direktor für das Londoner KlezFest Mitte der 2000er und unterrichtete bei Klezkanada, Klezkamp (New York), Moskau KlezFest, dem International Klezmer Festival Fürth, dem Jüdischen Kultur Festival in Krakau, dem Singer Festival in Warschau, u. v. a. m.

## Diskografie und Filmografie
- Brave Old World
  - Klezmer Music
  - Beyond the Pale
  - Blood Oranges
  - Bless the Fire
  - Dus gezang fin geto Lodz/Song of the Lodz Ghetto
  - Live in Concert (Film/DVD, directed by David Kaufman)
  - Song of the Lodz Ghetto (Film/DVD, directed by David Kaufman)
  - The New Klezmorim (Film/DVD, directed by David Kaufman)
- The Other Europeans
  - Splendor
  - The Broken Sound (Film/DVD, directed by Yvonne & Wolfgang Andrae)
- The Semer Ensemble
  - Rescued Treasure
- Guy Klucevsek & Alan Bern
  - Accordance
  - Notefalls
- With Itzhak Perlman, Brave Old World, Andy Statman Trio
  - In the Fiddler’s House
  - Live in the Fiddler’s House
  - In the Fiddler’s House (Film/DVD)
- Bern, Brody & Rodach
  - Triophilia
- The Klezmer Conservatory Band
  - Klez!
- Alpen Klezmer
  - Alpenklezmer
  - Zum Meer
- Voices of Ashkenaz
  - Voices of Ashkenaz
- The Kadya Choir
  - The Young Kadyas CD (2022)
  - Featured in Die Jungen Kadyas Dokumentarfilm (2022)

## Preise und Ehrungen (Auswahl)
- Verdienstkreuz am Bande der Bundesrepublik Deutschland (2022)[7]
- Verdienstorden des Freistaats Thüringen (2017)[8]
- Weimar-Preis (2016)
- Allgemeine Projektförderung, Kulturstiftung des Bundes, für Yiddish Summer Weimar (2016)
- Fonds Neue Länder, Kulturstiftung des Bundes, für die Other Music Academy (2014–15)
- Preis der Deutschen Schallplattenkritik für „Splendor“, The Other Europeans (2012)
- Preis der Deutschen Schallplattenkritik für „Sol Sajn“, (2009)
- Best Practices in Favor of the Roma Community Award des Europarats für The Other Europeans (2009)
- TFF Rudolstadt Ruth Lifetime Achievement Award (2009)
- “Compass” Award for Best Practices, Jewish Music and Culture (2009)
- Deutscher Musikrat, 1. Preis für Interkulturelle Musik
- Preis der Deutschen Schallplattenkritik für „Blood Oranges“, Brave Old World (1998)

## Publikationen
- „Think Fast: An Introduction to Present-Time Composition“, in „Researching Improvisation“, 2016, Transcript Verlag
- „Klezmer Duets“ für Klarinette und Akkordeon, mit Christian Dawid, 2016, Universal Edition
- „Klezmer Accordion“ für Mittelstufe Akkordeon, 2015, Universal Edition
- Begleitheft-Kommentare zur 12-CD Kollektion „Sol Sajn: Jewish Music in Germany 1953-2009“, 2009, Bear Family
- Who is Weiskopf? Joshua Sobol’s Ghetto on East & West German Stages, 2003 Paul Lecture, Indiana University Press
- „Representing Jewish Identity“, 2001, La Rasegna Mensile, Spring
- „From Klezmer to New Jewish Music“, 1998, Mens en Melodie
- „Remarks on ‚Ghetto‘ and ‚ghettos‘“, 1993, Maxim Gorki Theater Publikation